# FreeSpacer
FreeSpacer — бесплатная утилита, предназначенная для очистки диска от вредных и ненужных файлов. В программе достаточно понятный интерфейс и высокая скорость поиска. В утилите можно задать большое количество масок для обнаружения ненужных файлов, а также очищать папки с временными файлами Windows.

## Основные свойства программы
- Поиск неверных ярлыков.
- Поиск точек восстановления системы.
- Поиск пустых файлов и папок.
- Поддержка исключений файлов и папок.
- Поддержка различных методов удаления (в корзину, не помещая в корзину, физическое стирание с диска, перемещение в резервный архив с последующим восстановлением).